# Marrakech-Médina
Marrakech-Médina est un des cinq arrondissements de la ville de Marrakech, elle-même située au sein de la préfecture de Marrakech, dans la région de Marrakech-Safi. 
Cet arrondissement a connu, de 1994 à 2004 (années des derniers recensements), une baisse de population, passant de 192 323 à 167 233 habitants.
Depuis les élections communales de 2021, le Président de cet arrondissement est Mohamed Belaroussi (محمد بنلعروسي).

## Élections communales de 2021
Au lendemain des élections 2021, le président d'arrondissement Marrakech-Médina devient monsieur Mohamed Belaroussi  (محمد بنلعروسي).
| Liste des élus locaux de l'arrondissement | Liste des élus locaux de l'arrondissement | Liste des élus locaux de l'arrondissement |                                    |
| ----------------------------------------- | ----------------------------------------- | ----------------------------------------- | ---------------------------------- |
| Mohamed Belaroussi                        | محمد بنلعروسي                             | Président de l'arrondissement             | Président de l'arrondissement      |
|                                           | فاطمة الزهراء المنصوري                    | Membre du conseil d'arrondissement        | Membre du conseil d'arrondissement |
|                                           | امينة المغاري القصري                      | Membre du conseil d'arrondissement        | Membre du conseil d'arrondissement |
|                                           | رقية العلوي حاجب                          | Membre du conseil d'arrondissement        | Membre du conseil d'arrondissement |
|                                           | محمد الادريسي                             | Membre du conseil d'arrondissement        | Membre du conseil d'arrondissement |
|                                           | فاطمة نوخال                               | Membre du conseil d'arrondissement        | Membre du conseil d'arrondissement |
|                                           | خالد اجديري                               | Membre du conseil d'arrondissement        | Membre du conseil d'arrondissement |
|                                           | نرجس اشمال                                | Membre du conseil d'arrondissement        | Membre du conseil d'arrondissement |
|                                           | اسماعيل شعوف                              | Membre du conseil d'arrondissement        | Membre du conseil d'arrondissement |
|                                           | جمال علال الخير                           | Membre du conseil d'arrondissement        | Membre du conseil d'arrondissement |
|                                           | عصام مرزاق                                | Membre du conseil d'arrondissement        | Membre du conseil d'arrondissement |
|                                           | عبد الصمد العكاري                         | Membre du conseil d'arrondissement        | Membre du conseil d'arrondissement |
|                                           | نجية عوجاجي                               | Membre du conseil d'arrondissement        | Membre du conseil d'arrondissement |
|                                           | احمد خوبة                                 | Membre du conseil d'arrondissement        | Membre du conseil d'arrondissement |
|                                           | حنان شنوك                                 | Membre du conseil d'arrondissement        | Membre du conseil d'arrondissement |
|                                           | عبد العاطي بنباضريف                       | Membre du conseil d'arrondissement        | Membre du conseil d'arrondissement |
|                                           | حسن ابودرقة                               | Membre du conseil d'arrondissement        | Membre du conseil d'arrondissement |
|                                           | عبد الصادق بيطاري                         | Membre du conseil d'arrondissement        | Membre du conseil d'arrondissement |
|                                           | عتيقة بوستة                               | Membre du conseil d'arrondissement        | Membre du conseil d'arrondissement |
|                                           | خالد الفتاوي                              | Membre du conseil d'arrondissement        | Membre du conseil d'arrondissement |
|                                           | اخديجتنا ماء العينين                      | Membre du conseil d'arrondissement        | Membre du conseil d'arrondissement |
|                                           | محمد رضا العلوي                           | Membre du conseil d'arrondissement        | Membre du conseil d'arrondissement |
|                                           | نادية غماري                               | Membre du conseil d'arrondissement        | Membre du conseil d'arrondissement |
|                                           | عبد الرزاق جبور                           | Membre du conseil d'arrondissement        | Membre du conseil d'arrondissement |
|                                           | خديجة الفضي                               | Membre du conseil d'arrondissement        | Membre du conseil d'arrondissement |
|                                           | عبد الرحيم الفيرامي                       | Membre du conseil d'arrondissement        | Membre du conseil d'arrondissement |
|                                           | نجيبة بوجان                               | Membre du conseil d'arrondissement        | Membre du conseil d'arrondissement |
|                                           | مولاي المصطفى مطهر                        | Membre du conseil d'arrondissement        | Membre du conseil d'arrondissement |
|                                           | مولاي المصطفى مطهر                        | Membre du conseil d'arrondissement        | Membre du conseil d'arrondissement |
|                                           | نعيمة مطهر                                | Membre du conseil d'arrondissement        | Membre du conseil d'arrondissement |
|                                           | عبد الغني ابو فراسي                       | Membre du conseil d'arrondissement        | Membre du conseil d'arrondissement |
|                                           | كمال ماجد                                 | Membre du conseil d'arrondissement        | Membre du conseil d'arrondissement |
|                                           | المصطفى الشهواني                          | Membre du conseil d'arrondissement        | Membre du conseil d'arrondissement |
|                                           | عبد الصادق بوزاهر                         | Membre du conseil d'arrondissement        | Membre du conseil d'arrondissement |
|                                           | رشيد عزيزي علوي                           | Membre du conseil d'arrondissement        | Membre du conseil d'arrondissement |
|                                           | نورالدين الفرتي                           | Membre du conseil d'arrondissement        | Membre du conseil d'arrondissement |